# Виконт Бледислоу

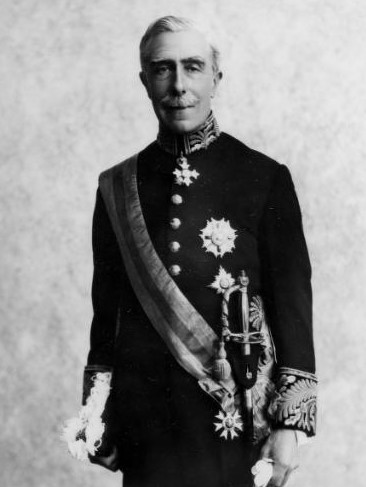
Чарльз Батерст, 1-й виконт Бледислоу (1867—1958)

Виконт Бледислоу из Лидни в графстве Глостершир — наследственный титул в системе Пэрства Соединённого королевства.

## История
Титул виконта Бледислоу был создан 24 июня 1935 года для консервативного политика Чарльза Батерста, 1-го барона Бледислоу (1867—1958), после его отставки с должности генерал-губернатора Новой Зеландии (1930—1935). Еще в 1918 году для него был создан титул барона Бредислоу из Лидни в графстве Глостершир (Пэрство Соединённого королевства). Чарльз Батерст был правнуком и тёзкой британской политика 19 века Чарльза Батерста (1754—1831). Последний был сыном Чарльза Брэгг и Энн Батерст, внучке сэра Бенджамина Батерста (1693—1767), младшего брата Аллена Батерста, 1-го графа Батерста (1684—1775). В 1804 году Чарльз Брэгг принял фамилию «Батерст» вместо «Брэгг». Внук первого виконта, Кристофер, Хили Ладлоу Батерст, 3-й виконт Бредислоу (1934—2009), был одним из 90 избранных наследственных пэров, которые сохранили свои места в Палате лордов после принятия Акта палаты лордов 1999 года. Он также был членом комитета лордов по конституции.
По состоянию на 2024 год носителем титула являлся его сын, Реперт Эдвард Ладлоу Батерст, 4-й виконт Бредислоу (род. 1964), который сменил своего отца в 2009 году.
Семейная резиденция — Лидни Парк в окрестностях городка Лидни в Глостершире.

## Виконты Бледислоу (1935)
- 1935—1958: Чарльз Батерст, 1-й виконт Бледислоу (21 сентября 1867 — 3 июля 1958), второй сын Чарльза Батерста (1836—1907), внук преподобного Уильяма Хили Батерста (1796—1877), правнук достопочтенного Чарльза Батерста (1754—1831);
- 1958—1979: Бенджамин Батерст Ладлоу, 2-й виконт Бледислоу (2 октября 1899 — 17 сентября 1979), старший сын предыдущего;
- 1979—2009: Кристофер Хили Ладлоу Батерст, 3-й виконт Бледислоу (24 июня 1934 — 12 мая 2009), старший сын предыдущего;
- 2009 — настоящее время: Руперт Эдвард Ладлоу Батерст, 4-й виконт Бледислоу (род. 13 марта 1964), старший сын предыдущего;
  - Наследник: достопочтенный Бенджамин Батерст (род. 28 марта 2004), единственный сын предыдущего.